# Émile Paturet
Émile Paturet, né le 9 juillet 1856 à Gannat (Allier) et mort le 21 novembre 1944 à Clermont-Ferrand (Puy-de-Dôme), est un homme politique français. Il a été député de l'Allier.

## Biographie
Jean-Jacques dit Émile Paturet est le fils d'un brasseur de Gannat. Il entre à l'École polytechnique en 1876, obtient aussi une licence en sciences et intègre l'inspection des finances en 1883.
Il est député de l'Allier de 1910 à 1914, inscrit au groupe Républicain socialiste. Il s'occupe de questions financières et fiscales. Il est conseiller général du canton d'Escurolles de 1910 à 1919. Il ne se représente pas à l'issue de ses mandats et réintègre l'inspection des finances.